# Манастир Амарас
Манастир Амарас (јерменски: Ամարասի վանք) је јерменски раносредњовековни манастир у југоисточном делу Нагорно-Карабаха. 
Основао га је први католикос Јерменије у 4. веку. Почетком 5. века, унутар зидина цркве, прву јерменску школу у региону отворио је јерменски монах Месроп Маштоц. К
Чувени верски и културни центар средњовековне Јерменије (провинција Мус Абанд историјског Арцаха). Амарас је био седиште Јерменске апостолске цркве. Према административно-територијалној подели непризнате Нагорно-Карабашке републике, која фактички контролише манастир, налази се у Мартуниском рејону НКР, према административно-територијалној подели Азербејџана – у области Хојавенд у Азербејџану.

## План манастира
По сведочењу јерменског историчара 5. века Фавстоса Бузанда, цркву манастира Амараса основао је почетком 4. века свети Григорије Просветитељ.
Тело Григориса, унука Григорија Просветитеља, који је мученичком смрћу преминуо око 334. године у Албанији, пренето је у Амарас, према Бузанду,
"Тада су људи који су дошли са њим из Гавар Кхабанда узели његово тело и пренели га у свој Гавар Кхабанд, који се налази у албанској земљи, на граници Јерменије, у село звано Амарас. Сахрањен је у близини цркве коју је подигао Григорисов деда, први Григорије, велики првосвештеник јерменске земље". — Фавстос Бузанд. Историја Јерменије
По јерменском предању, Месроп Маштоц је основао прву монашку школу у Амарасу.
Године 489, након што су ове земље отцепљене од Јерменије споразумом између Персије и Византије, краљ Албаније Вачаган ИИИ Побожни из локалног огранка Партске династије Арсакида проналази већ заборављени гроб Светог Григорија. Његове мошти су положене у гроб. Ова полуподземна грађевина, која се налази испод олтара цркве, подигнута 1858. године, захваљујући својој структури – зидању од тесаних базалтних блокова и резбареном декору, омогућава да се датује у период краља Вачагана ИИИ.
Познато је да је у периоду када је Алоуенски сабор сазвао Вачаган Благочестиви (488. или 493. године), у Амарасу постојала једна од осам епархија Албанске Цркве.

## Карабашки сукоб
Године 1988. директивом из Москве је дозвољено отварање неколико цркава, али су власти у Бакуу то спречиле. Тако је Амарас, као један од храмова који је тада отворен, нападнут од стране азербејџанских трупа само два дана након што је отворио врата за парохијане.
У мају 1991. тешко су га уништиле азербејџанске трупе. Храм је два пута напала војска. Према речима локалног становништва, храм су опљачкали азербејџанска полиција и становници суседног азербејџанског села. Том приликом су украдени црквени прибор и донације парохијана.
Као резултат потписивања споразума 9. новембра 2020. године, манастир је остао у близини контактне линије под контролом НКР и у зони одговорности положаја руских мировних снага. Руски мировњаци су свакодневно патролирали манастиром, над којим су постављене руске и јерменске заставе, и пратиле јерменске ходочаснике из Степанакерта који су посетили манастир.
Током борби у Нагорно-Карабаху 19-20. септембра 2023. године, азербејџанске трупе су напредовале ка селу Џутју и успоставиле контролу над манастиром. Министарство унутрашњих послова Азербејџана саопштило је да заштиту хришћанских споменика који су били под контролом Азербејџана, укључујући и манастир Амарас, сада спроводи азербејџанска полиција.